# Caldera (Panama)
Caldera è un comune (corregimiento) della Repubblica di Panama situato nel distretto di Boquete, provincia di Chiriquí. Si estende su una superficie di 147 km² e conta una popolazione di 1.560 abitanti (censimento 2010).  